# Belagerung von Taganrog
Oltenița – Achalziche – Başgedikler – Sinope – Cetate – Silistra – Nigojeti – Tscholok – Odessa – Kurekdere – Petropawlowsk-Kamtschatski – Alma – Sewastopol – Bomarsund – Balaklawa – Inkerman – Jewpatorija – Taganrog – Çorğun – Kars – Tschernaja – Malakow – Kinburn – Pariser Frieden
Die Belagerung von Taganrog ist die Bezeichnung, die in einigen russischen historiographischen Werken für eine Reihe von englisch-französischen Seeoperationen im nordöstlichen Asowschen Meer zwischen Juni und Oktober 1855 verwendet wird. Im Rahmen des Krimkrieges setzten Briten und Franzosen ihre Strategie, die Versorgungslinien für die russische Hauptarmee, die durch das Asowsche Meer verliefen, zu zerstören, in die Tat um. Taganrog war dabei einer der Hauptumschlagsplätze der russischen Armee und wurde am 3. Juni 1855 als Militärdepot angegriffen und zerstört. Dies geschah im Rahmen einer Reihe von Angriffen auf alle russischen Versorgungsstationen mit Ausnahme von Rostow am Don, das wegen der umliegenden Untiefen für die Kriegsschiffe unerreichbar war.

## Vorspiel
Als der Krimkrieg im Frühling 1855 in sein drittes Jahr ging, entschlossen sich die Briten und die Franzosen, ihre Operationen im Asowschen Meer zu beginnen. Dabei ließen sie sich von der Vorstellung leiten, auf diese Weise die Krim schneller von Russland separieren und die russischen Nachschublinien über See zu den Häfen an der Halbinsel Taman damit eher unterbrechen zu können. Diese Strategie erforderte es, die Straße von Kertsch zu besetzen, was bei einem koordinierten Angriff britisch-französischer Soldaten und Kriegsschiffe in Angriff genommen wurde.
Taganrog am äußersten Nordostende des Asowschen Meers wurde als potentielles Ziel für den Angriff ins Auge gefasst. Taganrog liegt auf einer Landzunge, die leicht in das Asowsche Meer hinausragt und für die Briten und Franzosen eine exzellente Operationsbasis für Operationen gegen Rostow am Don bildete. Die Einnahme von Rostow am Don hätte es den Alliierten erlaubt, das Hinterland der russischen Streitkräfte zu bedrohen.
Die Pläne wurden erarbeitet und die Briten und die Franzosen boten 16.000 Bodentruppen und rund 40 kleinere Kriegsschiffe für die „Asow-Kampagne“ auf. Unterdessen war der Generalgouverneur von Taganrog Nikolai Adlererg durch Jegor Tolstoi, einen alternden aber gewandten General, der bereits in den Kämpfen gegen die Türken in der russischen Armee gedient hatte, ersetzt worden. Tolstoi trat sein Kommando in Taganrog im April 1854 an der Seite von Iwan Krasnow, dem Kommandanten der örtlichen Donkosaken, an und brachte seine Truppen in Stellung. Ihm standen die drei Sotnias (entspricht Kompaniestärke) 180 Моршанская дружина (Morshansker Gefolge), 184 Спасская (Spasskaya) und 188 Борисоглебская (Borisoglebskaya) sowie eine Garnison von circa 630 Mann zur Zeit der Belagerung zur Verfügung. Eine 250 Mann starke Einheit „Hauswächter“ wurde aus der lokalen Zivilbevölkerung rekrutiert. Taganrog mangelte es jedoch sowohl an jeglicher Form moderner Verteidigungsanlagen wie an nennenswerter Artillerie.

## Aufstellung
Die alliierte Streitmacht, die Taganrog am 3. Juni 1855 erstmals angriff, bestand aus folgenden Schiffen:
- HMS Recruit (Lieutenant George Fiott Day, mit Captain E.M. Lyons und seinem Stab): Schaufelradkanonenboot mit 6 Kanonen
- HMS Danube (Lieutenant R.P. Cator): nominell unbewaffneter Schaufelradkahn, der zum Kanonenboot hochgerüstet worden war und die Lady Nancy in Position schleppte
- Mouette (Captaine du Corvette Lallemand): Aviso mit 2 Kanonen
- 1. Barkasse von der Royal Albert (Lieutenant J.D. Curtis): Jede Barkasse war mit einer 24-pfündigen Einboothaubitze und einer Abschussvorrichtung ausgerüstet
- 2. Barkasse von der HMS Royal Albert (Lieutenant T.M.S. Pasley)
- 1. Barkasse von der HMS Hannibal (Mr. A.F. Hurt, Steuermann)
- 2. Barkasse von der HMS Hannibal (Lieutenant J.H. Crang)
- 1. Barkasse von der HMS Algiers (Mr. J.C. Wilson, Erster Maat)
- 2. Barkasse von der HMS Algiers (Lieutenant F.G.C. Paget)
- 1. Barkasse von der HMS Agamemnon (Lieutenant T.L. Gaussen)
- 2. Barkasse von der HMS Agamemnon (Lieutenant T.J. Young)
- 1. Barkasse von der HMS St. Jean d'Acre (Lieutenant E.W. Turnour)
- 2. Barkasse von der HMS St. Jean d'Acre (Lieutenant T.J. Young)
- 1. Barkasse von der HMS Princess Royal (Lieutenant John Murray)
- 2. Barkasse von der HMS Princess Royal (Lieutenant W.H.Jones)
- vier ähnlich ausgestattete französische Barkassen
- Lady Nancy: ein mit einem 32-Pfünder auf Deck versehenes Floß
- Gig, die Lieutenant Cecil Buckley und Bootsmann Henry Cooper anlandete

Die HMS Sulina (unbewaffneter Schleppkahn unter Mr. C.H. Williams, Erster Maat) und die HMS Medina (unbewaffnetes Dampfpostschiff unter Lieutenant Commander H.B. Beresford) schleppten zusammen mit der Danube die Abschussvorrichtungen vor die Stadt, näherten sich Taganrog jedoch nicht. Gleichermaßen hielt es der französische Aviso Dauphin, der ebenfalls die Vorrichtungen in Position schleppte, sich aber von der Stadt fernhielt. Die leichten Truppen wurden in zwei Gruppen aufgeteilt; eine unter dem Kommando von Commander Coles sollte das Depot bombardieren, eine zweite unter Lieutenant J.F.C. Mackenzie, Royal Marine Artillery, landete an und deckte Buckley und Cooper.

## Unternehmungen gegen Taganrog

### Zerstörung des Depots
Am 24. Mai 1855 begannen die Briten und Franzosen ihre Operationen im Asowschen Meer. Sie landeten Truppen auf beiden Seiten der Straße von Kertsch an und eroberten so schnell die Städte Kertsch und Jenikale. In der Folge dieser Operationen zerstören Seestreitkräfte die russischen Küstenbatterien in der Bucht von Kamishevaya und drangen in das Asowsche Meer ein.
Am Abend des 1. Juni 1855 ging die englisch-französische Schwadron bestehend aus fünf Schaufelraddampschiffen und 16 bewaffneten Barkassen, die von der alliierten Hauptflotte in Sewastopol abgestellt worden waren, unter dem gemeinsamen Kommando von Captain Edmund Lyons (dem Sohn von Konteradmiral Edmund Lyons) und Capitaine Béral de Sedaiges 8,5 Meilen vor Taganrog in 18 Fuß tiefem Wasser vor Anker. Am 2. Juni wurde die HMS Recruit vorausgeschickt, um Taganrog auszukundschaften und die Untiefen vor der Stadt auszuloten. Am 3. Juni kehrte die Recruit zur Stadt zurück und forderte unter der Parlamentärflagge wurde die Übergabe des Militärdepots zwecks Zerstörung, der Rückzug der örtlichen Streitkräfte aus einem 5-Meilen-Radius um die Stadt und die Evakuierung der Zivilbevölkerung. In Begleitung der Recruit befanden sich der britische Schaufelraddampfer Danube, der französische Aviso Mouette, und zahlreiche der kleineren Barkassen anderweitig operierender Schiffe.
Das Ultimatum wurde von Tolstois Bevollmächtigten für wichtige Missionen Baron Ewgeni Pfeilizer-Frank, dem Neffen des ehemaligen Gouverneurs Otto Hermann von Pfeilitzer-Franck, und dem Poeten Nikolai Feodorowitsch Schcherbina, der über das Ereignis am 21. Juni 1855 in der Moskowskije Wedomosti berichtete, beantwortet. Nach einer Stunde der Unterhandlungen kehrte Pfeilizer-Frank mit Tolstois Antwort zu den Gesandten zurück, in der die Forderungen zurückgewiesen wurden. In der Folge holte die Recruit die weiße Flagge ein und eröffnete das Feuer auf die Stadt. Die Danube und die Mouette, die die Lady Nancy schleppten, rückten zusammen mit den bewaffneten Barkassen nach und schlossen sich dem Bombardement an. Eine Gig landete sodann Lieutenant Cecil Buckley und Bootsmann Henry Cooper an, die in derselben Weise wie zuvor am 29. Mai in Genitschi Feuer in den Militärgebäuden und -lagern legten. Das Floß Lady Nancy und einige der Barkassen gaben dem Überfallkommando Deckung. Beide Seeleute erhielten das Victoria-Kreuz für diesen Einsatz und wegen seines Dienstalters und dem alphabetischen Vorrangs seines Namens war Buckley der erste, dessen Viktoria-Kreuz-Verleihung öffentlich bekannt gegeben wurde. Die gesamten Lagerstätten für Getreide, Holz und Teer sowie alle im Hafen liegenden (darunter das russische Kanonenboot Akkerman und andere im Bau befindliche Kriegsschiffe) und zu reparierenden Schiffe sowie die Zollhäuser und Regierungsgebäude gingen in Flammen auf.
Tolstoi behauptete in seinem offiziellen Bericht, die Alliierten hätten bei den Alten Steinstufen (Каменная лестница) und der griechischen Kirche im Stadtkern von Taganrog eine größere Streitmacht angelandet. Der nachfolgende Beschuss sei angeblich von den Kosaken und den Freiwilligenkorps zurückgeschlagen worden.
Die Alliierten erlitten während der gesamten Operation nur einen einzigen Verlust. Kanonier C. Evans von der Royal Marine Artillery wurde verwundet, als er bei der Bemannung der Haubitze auf der Barkasse der Princess Royal von einer Musketenkugel im Gesicht getroffen wurde. Die russischen Verluste waren erheblich höher. Neben den Verlusten an Menschenleben wurden das Kanonenboot Akkerman im Hafen sowie ein Vier-Monats-Vorrat an Nachschub für die russische Hauptarmee in Sewastopol zerstört.
Die alliierte Schwadron hatte ihr Ziel erreichte und zog weiter. Am 5. Juni attackierte sie Mariupol und am 6. Juni Gheisk mit ähnlichen zerstörerischen Effekten. Bis Mitte Juni sah sich jede einzelne Küstenstadt im Asowschen Meer den Angriffen ausgesetzt, um die Vorräte zu zerstören und der russischen Hauptarmee so zu entziehen.

### Fortdauernde Operationen

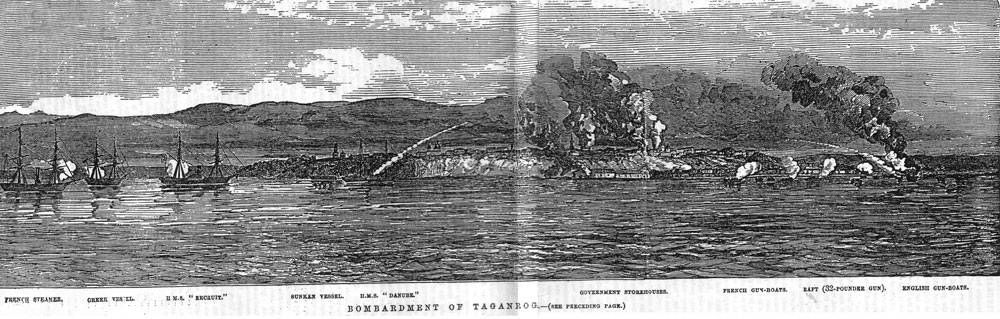
Bombardement von Taganrog am 3. Juni 1855

Nach der Zerstörung ihrer Versorgungsbasen im Asowschen Meer verlegten die Russen weitere 14 Sotnias (Schwadronen) Donkosaken in die Region, um die diversen anderen Küstenstädte zu schützen. Damit wurde die Anzahl der Kosaken-Sotnias in diesem Gebiet auf insgesamt 16 erhöht. Es wurde versucht, Taganrog und andere strategisch wichtige Punkte zu befestigen. In Taganrog bestanden diese Arbeiten vorwiegend in der Aufschüttung einer Artilleriestellung aus Erde. Am 19. Juli führte Commander Sherard Osborn an Bord der HMS Jasper eine Aufklärungsmission an und beobachtete so den Bau der Artilleriebatterie. Captain Lyons war als Kommandant mittlerweile ersetzt worden, da er am 17. Juni bei der Belagerung von Sewastopol umgekommen war. Die Jasper feuerte zwei Granaten auf die Batterie, bewirkte jedoch keine Reaktion und zog sich daher wieder zurück. Die Jasper sollte bald darauf zum einzigen Verlust an alliierten Kriegsschiffen werden, als sie am 23. Juli an der Krivaya-Nehrung nahe der heutigen ukrainischen Stadt Sjedowe, 15 Meilen westlich von Taganrog, auf Grund lief. Zu diesem Zeitpunkt hatte sie gerade eine russische Festung zerstört und die eroberten Kanonen als Prise an Bord genommen. Deshalb hatte sie viel mehr Tiefgang als üblicherweise und lief auf Grund. Andere Quellen berichten, dass ortsansässige Fischer verschiedene Bojen, die die Wassertiefe markierten, entfernt und so das britische Schiff in küstennahe Gewässer getrieben hätten. Nach einem Tag vergeblicher Versuche, wieder Wasser unter den Kiel zu bringen, während dem sich das Schiff dem Beschuss einer Abteilung Kosaken ausgesetzt sah, wurde die Crew an Bord der HMS Swallow genommen und die Jasper aufgegeben und versenkt. Donkosaken enterten in der Folge das Wrack und erbeuteten die beiden 24-Pfund-Haubitzen, 60 Granaten aus dem Magazin sowie einige Trophäen wie die Schiffsflagge. Die Kanonen wurden in die Kathedrale von Taganrog geschickt, die der russischen Armee als Militärbasis diente, und von dort aus weiter nach Cherkassk, wo sie auf den Küstenbatterien fest montiert wurden. Einige Quellen behaupten, die Kosaken hätten das Schiffswrack danach in die Luft gesprengt. Fünf Jahre später tauchte Lieutenant George Lydiard Sulivan, der Kommandant der HMS Fancy, zum Wrack der Jasper, barg ihre 68-Pfund-Kanone und platzierte eine Sprengladung zur vollständigen Zerstörung des Wracks, das trotz der Zerstörung des Magazins und des Beschusses durch die HMS Swallow noch in einem verwertbaren Zustand war.
Am 5. August 1855 traf Osborn vor Taganrog ein, um die neu errichtete Batterie mit der HMS Vesuvius, der HMS Grinder und der HMS Wrangler zu zerstören. Mittels Dauerfeuer vertrieb die Schwadron die Garnisonstruppen und deckte so eine Landungstruppe, die die Kontrolle über die Batteriegeschütze übernahm, einige als Prisen nahm und den Rest durchbohrte und in der See versenkte. Darauf sprengten die Briten die Batteriestellung, bevor sie sich zurückzogen. Einige Tage später wurde die Garnison von Taganrog durch die etwa 4.000 Mann starke Reserve-Brigade der 15. Infanterie-Division unter Generalmajor Leyna (Лейна) noch weiter verstärkt und ergänzten so die ohnehin schon große Anzahl der in der Verteidigung der Stadt gebundenen Kosaken. Im frühen September überstand die Schwadron aus der HMS Recruit, der HMS Curlew und der HMS Fancy einen Sturm heil, während sie sich darauf vorbereitete, eine russische Abteilung bestehend aus zwei Kanonenbooten und 16 zu schwimmenden Batterien umgebauten Bargen in der Mündung des Don anzugreifen. Als sie sich der Stelle am 13. September jedoch näherten, mussten sie feststellen, dass der Sturm die russischen Verteidiger zerstreut hatte. Ein kleines Rollkommando von drei Mann von der Wrangler, das versucht hatte, einige Fischerboote auf einem kleinen See zu zerstören, wurde gestellt und nahe Mariupol von Kosaken in einem Hinterhalt gefangen genommen. Die Patrouillen dauerten bis in den Oktober hin an und die letzte Patrouille des Jahres kundschaftete Taganrog am 20. November aus, fand dabei jedoch kein einziges Schiff im Hafen vor. Am 24. November zog Osborn seine verbleibenden Schiffe aus dem Asowschen Meer ab, um sie vor der zufrierenden See zu schützen und in einem wärmeren Klima überwintern zu lassen.

## Nachwirkung
Die russischen Truppen verließen Taganrog am 21. Juni 1856 und das Leben in der Stadt begann sich danach zu normalisieren. Der Krimkrieg hatte die Stadt mehr als eine Million Rubel gekostet, an der lokalen Infrastruktur waren zudem erhebliche Schäden angerichtet worden. Zwanzig Herrenhäuser waren vollständig zerstört und 74 weitere in unterschiedlichem Ausmaß beschädigt worden. 189 andere Bauwerke, vorwiegend Kornspeicher und Lagerhäuser waren niedergebrannt und 44 beschädigt worden. Zar Alexander II. befreite daher die Bürger von Taganrog von jeglichen Steuerzahlungen für das Jahr 1857. 163 Soldaten aus Taganrog wurden mit Verdienstmedaillen oder -orden für ihre Verdienste bei der Verteidigung während der Belagerung ausgezeichnet.
Das Ziel der Alliierten war es, „die Küstenregion in einem ständigen Alarmzustand und ihre [der Russen] Kräfte in ständiger Bewegung zu halten“ Dies erzeugte den erwünschten Effekt, dass die Russen eine Invasion für möglich hielten, obwohl die Alliierten keinerlei dahingehende Bestrebungen hatten. Jedenfalls durchdrang dieser Zustand ständiger Angst vor einer Invasion die russische Geschichtsschreibung insbesondere in der sowjetischen Ära bis hin zu einem Punkt, in dem sie in Widerspruch zur westlichen Geschichtsschreibung steht. Aus englischsprachigen Standardwerken wie Kinglake ergibt sich die oben beschriebene Darstellung.
Andere russische Quellen, die aus der Feder von Berufssoldaten stammen, stimmen mit der alliierten Version der Ereignisse überein, so zum Beispiel die zweite Auflage der Istoriya 3-go dragunskago Ingermanlandskago polka 1704-1904 von Genischta und Borissewitsch: „Seinerseits unternahm der Feind keinerlei ernsthafte Operationen und verschanzte sich in Kertsch, Jenikale und an anderen Orten. Jedenfalls drang die Schwadron der Alliierten in das Asowsche Meer ein und unternahm ein ganzes Jahr lang Angriffe auf Küstenstädte: Berdjansk, Arabat, Genischesk, Taganrog, Mariupol, Anapa und andere. Die Zerstörung von Lagerstätten verbunden mit Plünderungen und barbarischen Überfällen auf die unbewaffneten Einwohner bildete den Schwerpunkt der feindlichen Unternehmungen.“

## Bilder

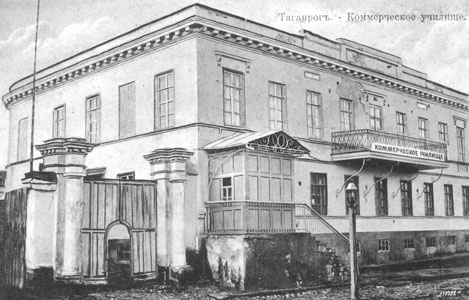
Anwesen von Iwan Varvakis, das als Haus mit Kugeln bekannt wurde, da das Gebäude während der Belagerung 1855 mit Munition und Kanonenkugeln angefüllt worden war
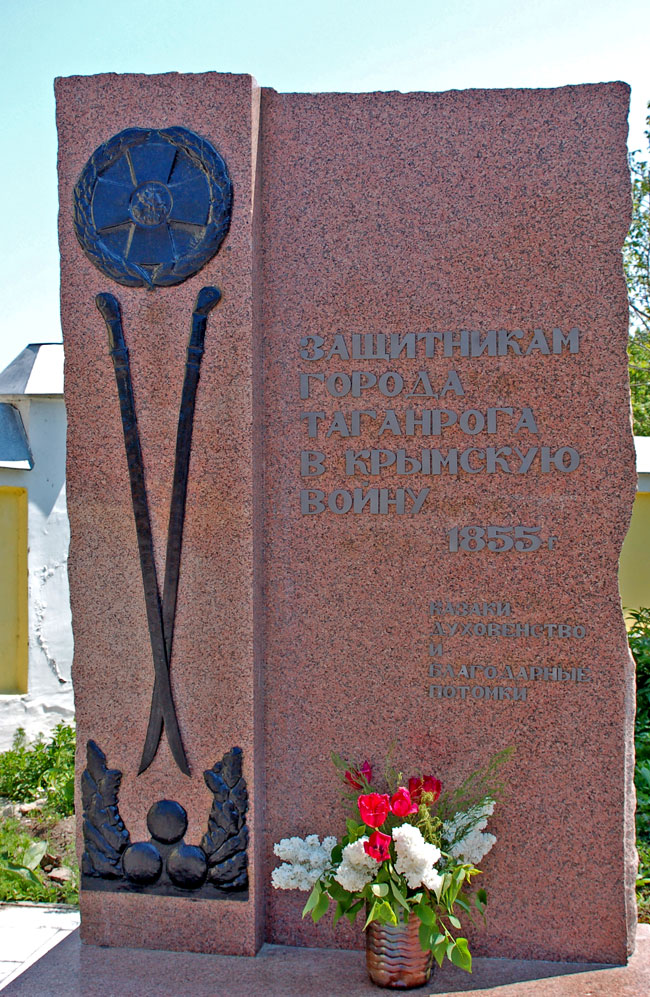
Denkmal für die Verteidiger von Taganrog von 1855
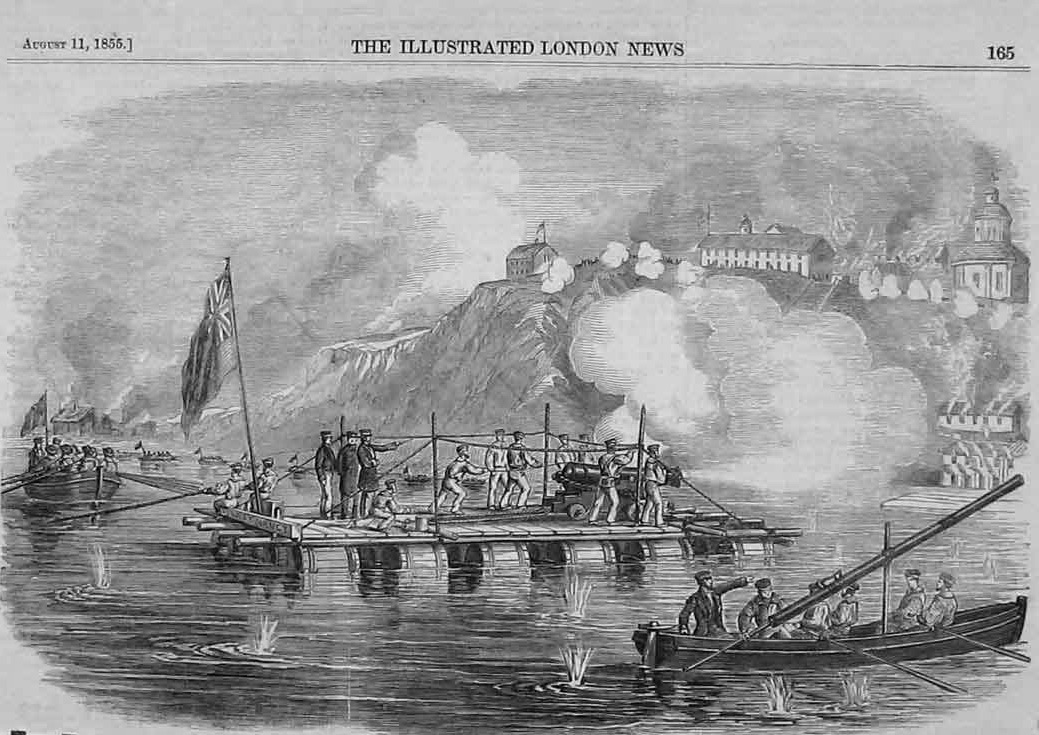
Das Floß Lady Nancy mit dem Überfallkommando am 3. Juni 1855
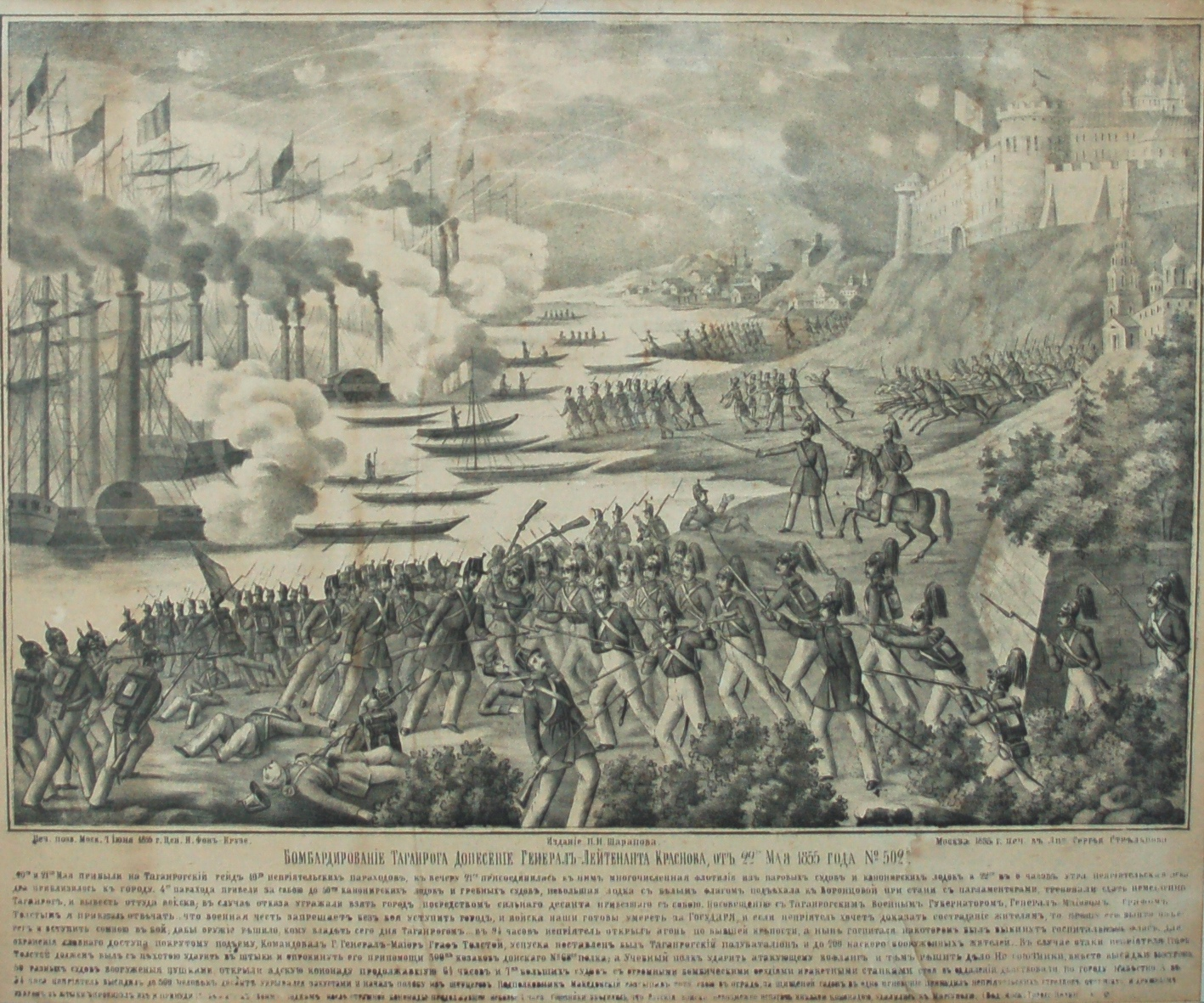
Andere russische Gravur über dasselbe Ereignis
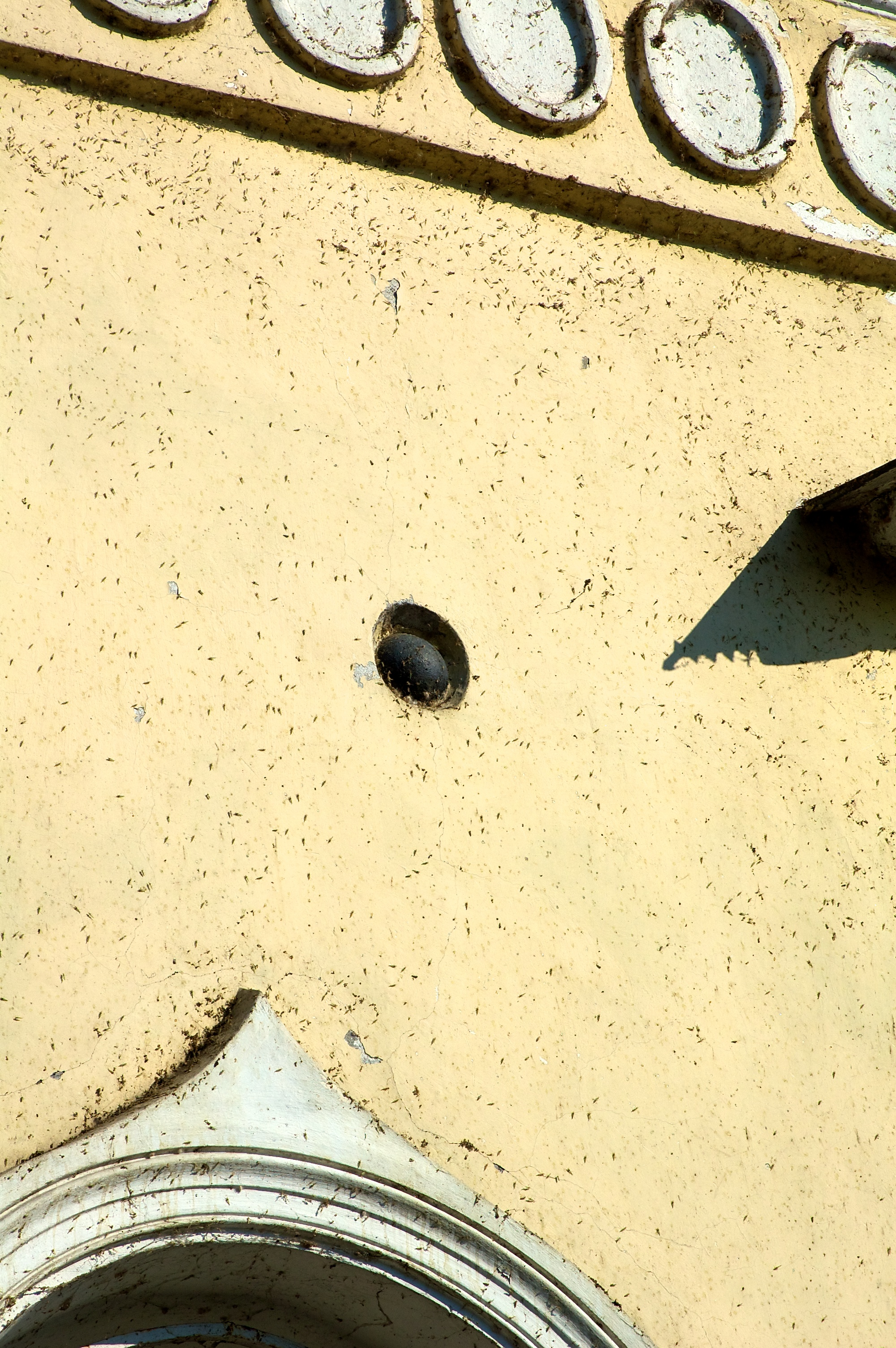
Kanonenkugel in der Mauer der St.-Nicolas-Kirche in Taganrog, die wahrscheinlich am 5. August 1855 bei der Zerstörung der Batterie abgefeuert worden war